# 德維科彗星
德維科彗星（122P/de Vico）是一顆週期彗星，軌道周期為74年，符合哈雷型彗星的經典定義（20 年 < 週期 < 200 年）。它於1846年2月20日由弗朗切斯科·德維科在羅馬發現。

## 觀測史
1846年德維科彗星出現，3月中旬彗星達到5等，最後一次觀測到彗星是在5月。它的軌道是橢圓的，軌道計算表明彗星將在1919年至1925年間回歸，但是天文學家並未觀測到這顆彗星，被認為是失蹤彗星。 
1995年9月17日，日本天文學家中村祐二、田中政明和宇都宮章吾再發現德維科彗星，當時它的視星等為7等。24小時內，德維科彗星被關勉和唐納德·梅克赫茲獨立發現。到了9月底，這顆彗星的視星等已達到5.5等，肉眼可見。10月初，彗星繼續變亮，最終達到5.1等，然後開始逐漸變暗。根據報道，彗星的尾巴長達七度。尤利西斯號太空船也觀測到了這顆彗星。最後一次被觀測紀錄是1996年6月25日。
1884年，丹尼爾·柯克伍德（Daniel Kirkwood）注意到德維科彗星與龐士-布魯克斯彗星有相同的軌道元素，他認為德維科彗星是在幾個世紀前從龐士-布魯克斯彗星分裂出來的。後來，他確定這兩顆彗星（或母體）是被海王星捕獲到橢圓軌道上，因為彗星遠日點曾在991年接近過海王星。1979年，長谷川一郎初步認定1391年5月觀測到的一顆彗星就是德維科彗星。
2153年12月3日，德維科彗星將經過距離天王星約0.694天文單位（103,800,000公里；64,500,000英里）的地方。

## 外部連結
- Orbital simulation （页面存档备份，存于） from JPL (Java) / Horizons Ephemeris （页面存档备份，存于）
- 122P/de Vico （页面存档备份，存于） – Kazuo Kinoshita (1998 Jan. 27)